# Douglas Ryder
Douglas Ryder (né le 26 novembre 1971 au Cap) est un coureur cycliste et dirigeant d'équipe cycliste sud-africain.

## Biographie
Né le 26 novembre 1971, Douglas Ryder pratique le cyclisme à partir de 1983. Durant sa carrière de coureur, il court pour la première fois en équipe nationale en 1993, lors de la Milk Race en Grande-Bretagne. Il participe aux Jeux olympiques de 1996, à Atlanta, où il est 61e de la course en ligne, et dispute trois championnats du monde sur route, en 1993, 1994 et 1995. Il remporte notamment le Boland Bank Tour en 1995 et le Cape Argus Pick n Pay Cycle Tour en 2001.
En 1997, il crée une équipe cycliste sponsorisée par Lotus. Il en est à la fois l'un des coureurs et le propriétaire. Il reste coureur jusqu'en 2003. Le sponsor principal de l'équipe devient Microsoft en 2002 puis MTN en 2007. Nommée MTN Qhubeka à partir de 2011, l'équipe devient une équipe continentale professionnelle en 2013 et dispute son premier Tour de France en 2015. Elle obtient une licence WorldTour en 2016 et Ryder en reste le directeur général. L'équipe disparait à l'issue de la saison 2021. Il lance l'équipe Q36.5 Pro (ProTeam) en 2023.

## Palmarès
- 1995
  - Boland Bank Tour
- 1997
  - 3e du championnat d'Afrique du Sud du contre-la-montre
- 1998
  - 2e étape du Tour du Cap
- 2000
  - 2e étape du Tour du Cap
- 2001
  - Cape Argus Pick n Pay Cycle Tour
  - 2e du championnat d'Afrique sur route